# Air Marshall Islands
Air Marshall Islands es una aerolínea con sede en Majuro, Islas Marshall. Es la aerolínea de bandera de las Islas Marshall y opera servicios entre islas en el Pacífico central. Su base principal es el Aeropuerto Internacional Amata Kabua. 

## Historia
La aerolínea fue fundada en 1980 como Airline of the Marshall Islands; el nombre actual fue adoptado en 1989. La aerolínea es propiedad total del Gobierno de las Islas Marshall.
En enero de 2009, todos los vuelos fueron suspendidos cuando el único avión de la aerolínea, un De Havilland Canada Dash 8 de 34 asientos, sufrió daños en las alas después de colisionar con una torre de antena de la Administración Federal de Aviación mientras era remolcado. Se ordenaron piezas de repuesto, pero los vuelos se retrasaron aún más cuando la pieza de repuesto que llegó en febrero era para el ala equivocada.

## Servicios
La base principal de la aerolínea está en Majuro; la compañía opera vuelos al atolón Bikini, al atolón Enewetak, al atolón Kwajalein, al atolón Rongelap y a Jeh y Woja en el atolón Ailinglaplap. El programa de vuelos tiene la mayoría de los vuelos operando semanalmente. Además, Air Marshall Islands tiene oficinas que brindan servicios de reserva e información de vuelos en Majuro, Ebeye y Kwajalein.

## Flota

### Flota actual
| Aeronaves                  | En servicio | Pedidos | Pasajeros (clase única)                           | Matrículas                                        | Antigüedad                                        |
| -------------------------- | ----------- | ------- | ------------------------------------------------- | ------------------------------------------------- | ------------------------------------------------- |
| De Havilland Canada Dash 8 | 2           | —       | 34                                                | V7-BKI                                            | 34,5 años                                         |
| De Havilland Canada Dash 8 | 2           | —       | 34                                                | V7-0210                                           | 34,4 años                                         |
| Total                      | 2           | —       | Edad media de la flota (oct. de 2024): 34,5 años. | Edad media de la flota (oct. de 2024): 34,5 años. | Edad media de la flota (oct. de 2024): 34,5 años. |

### Flota histórica
| Aeronaves           | Total | Introducido | Retirado | Matrículas                                               |
| ------------------- | ----- | ----------- | -------- | -------------------------------------------------------- |
| Dornier Do 228      | 3     | 1991        | 2022     | MI-9206 (rrg. V7-9206), MI-9207 (rrg. V7-9207) y V7-1512 |
| Douglas DC-8        | 1     | 1994        | 1996     | N799AL                                                   |
| Hawker Siddeley 748 | 3     | 1982        | 1993     | C-FGGE, MI-GJV y MI-8203 (rrg. V7-8203)                  |
| Saab 2000           | 1     | 1995        | 1998     | V7-9508                                                  |